# Орегонская тропа

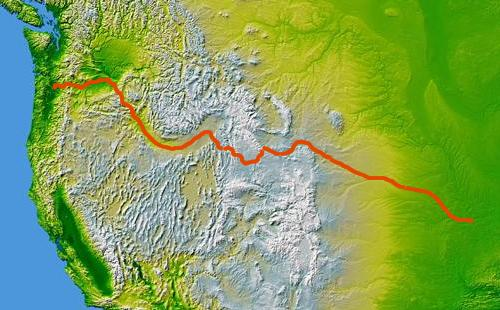
Схема Орегонского маршрута

Орегонская тропа (Орегонский маршрут, Орегонский путь; англ. Oregon Trail) — историческая дорога, проложенная в 1830-е годы, длиной около 3200 км. Дорога связывала долину реки Миссури с долинами в современном штате Орегон и была пригодна для передвижения повозок. Это старейшая из дорог, связывавших Великие Равнины с западом США. Орегонский маршрут сыграл огромную роль в освоении Дикого Запада.

## История
Орегонский маршрут изначально был проложен для нужд охотников и мехопромышленников, по частям примерно с 1813 по 1840 год. Сначала большая часть пути, находящаяся на территории современного Орегона, была непроходима для повозок. По ней можно было передвигаться лишь пешком, на лошадях или на мулах. Постепенно дорога была улучшена и стала проходимой для повозок на всём протяжении. В 1836 году в Индепенденс (штат Миссури) были организованы первые эшелоны повозок. К этому времени дорога была устроена до Форт-Холл (англ., штат Айдахо). В 1843 году первый эшелон смог добраться до Орегона, а в 1846 году Орегонский маршрут пришёл в долину Вилламетт. Строительство дороги продолжалось и после этого: были построены мосты, паромы, спрямлены некоторые участки, улучшено качество, так что дорога становилась удобнее и безопаснее с каждым годом.
Возникновение Орегонского пути было частью естественного процесса расширения США на запад. После получения независимости начался поиск и строительство дорог, соединявших независимые штаты с Северо-Западной территорией, не входившей ещё в состав США. Затем они прошли ещё дальше на запад, на территории Миссури и Айова. Одновременно было установлено судоходство по Миссисипи и её притокам, что помогло заселить Великие Равнины. Вдоль рек появились города, которые стали отправными пунктами на Орегонском пути, и пароходы могли легко доставлять грузы в эти города. К началу массовой миграции на запад, однако, большая часть земель, по которым проходил Орегонский маршрут, были всё ещё незаселёнными и малоцивилизованными.
Орегонский маршрут начинался на реке Миссури, переваливал через Скалистые горы и вёл на побережье Тихого океана, которое было известно под названием Орегон и не имело определённых границ. В начале XIX века на Орегон претендовали США и Великобритания, которые в 1818 году заключили соглашение о совместном его использовании. В британских источниках территория упоминается как «округ Колумбия», а редкими существовавшими там поселениями владела Компания Гудзонова залива. В 1840-е годы бобровые шубы и шапки вышли из моды, и это разрушило всю торговлю мехом в Северной Америке. Компания Гудзонова Залива потеряла интерес к освоению этих земель, и когда в 1843 году первая партия из нескольких сотен американских поселенцев прибыла в Орегон, Великобритания уже была готова к компромиссу. Орегонский договор 1846 года закрепил территории нынешних северо-западных штатов за США.

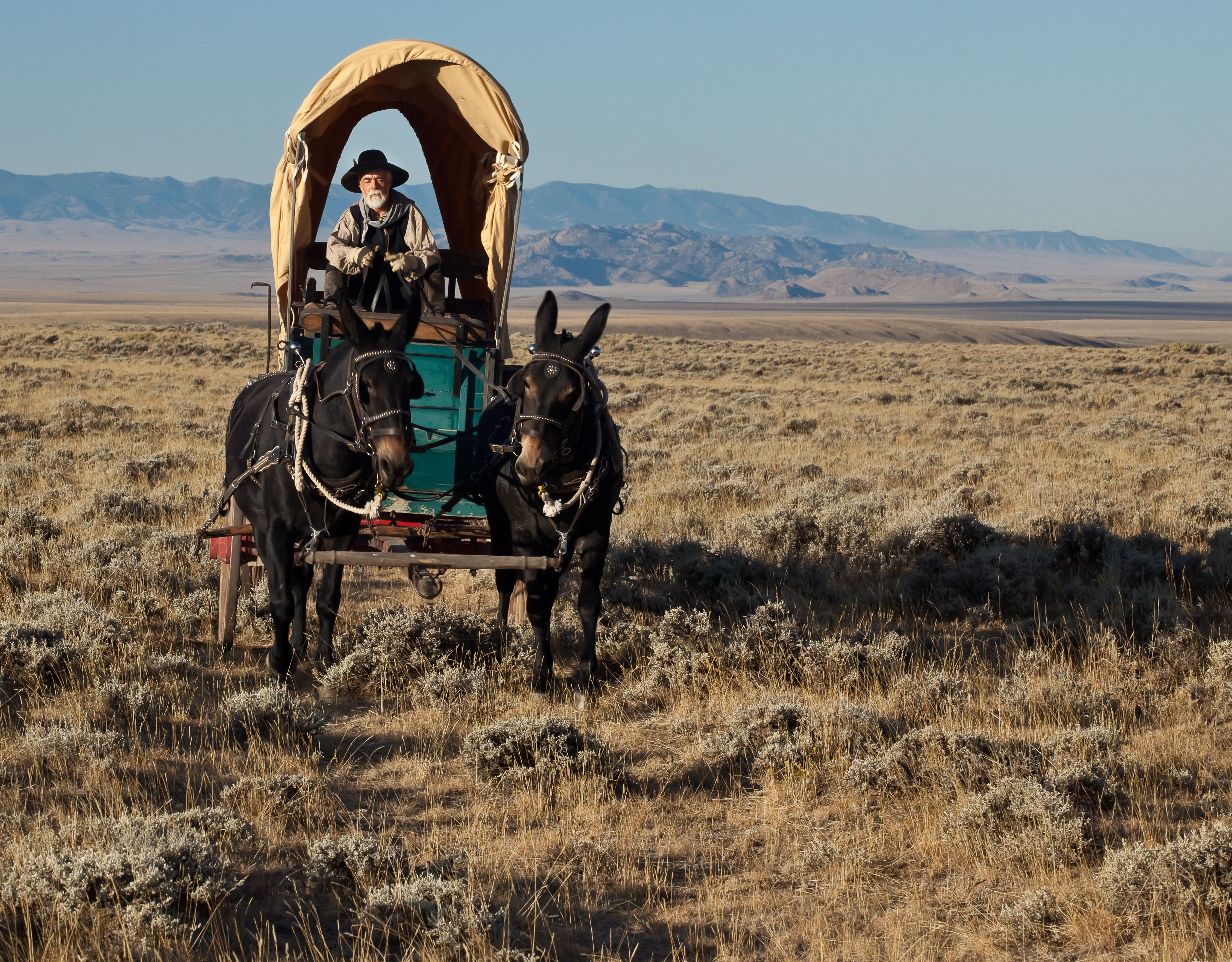
Современный реконструктор на Орегонской тропе в Вайоминге

Орегонский маршрут не имел строго определённого начала и конца, так как путешественники использовали дорогу через горы, чтобы отправиться из различных пунктов вдоль реки Миссури в различные пункты на тихоокеанском побережье. Восточная часть пути, разветвляясь, проходила по территориям современных штатов Канзас, Небраска и Вайоминг, западная — Айдахо и Орегон. Различные ветки восточной части Орегонского пути сливались в одну в низовьях реки Платт, около Форт-Кирни на Территории Небраска. Основными пунктами начала пути были Канзас-Сити, Индепенденс и Сент-Джозеф, порты на реке Миссури. По реке существовало пароходное движение до устья реки Йеллоустон с 1832 года, которым пользовались торговцы пушниной. Большие пароходы не могли подняться выше Сент-Джозефа до 1852 года, когда был построен специальный канал. После 1846 года одним из основных пунктов начала Орегонского пути стало устье реки Платт с портами Кейнсвилл (ныне Каунсил-Блафс) и Омаха. С 1847 года в этом месте функционировал паром через Миссури.
После завершения в 1869 году постройки трансокеанской железной дороги орегонский маршрут утратил прежнее значение, эпизодически используясь вплоть до конца XIX века.

## В кино
- «Путь на Запад» (The Way West) — реж. Эндрю Мак-Лаглен (США, 1967)
- «1883»